# Japans Grand Prix 2022
Japans Grand Prix 2022, officiellt Formula 1 Honda Japanese Grand Prix 2022, var ett Formel 1-lopp som kördes den 8 oktober 2022 på Suzuka Circuit i Suzuka i Japan. Loppet var det artonde loppet ingående i Formel 1-säsongen 2022 och kördes över 28 varv istället för 53 varv som var planerat.

## Bakgrund

### Ställning i mästerskapet före loppet
| Pos. | Förare            | Poäng |
| ---- | ----------------- | ----- |
| 1 ▬  | Max Verstappen    | 341   |
| 2 ▬  | Charles Leclerc   | 237   |
| 3 ▬  | Sergio Pérez      | 235   |
| 4 ▬  | George Russell    | 203   |
| 5 ▬  | Carlos Sainz, Jr. | 202   |

| Pos. | Konstruktör      | Poäng |
| ---- | ---------------- | ----- |
| 1 ▬  | Red Bull         | 576   |
| 2 ▬  | Ferrari          | 439   |
| 3 ▬  | Mercedes         | 373   |
| 4 ▬  | McLaren-Mercedes | 129   |
| 5 ▬  | Alpine-Renault   | 125   |

- Notering: Endast de fem bästa placeringarna i vardera mästerskap finns med på listorna.

Max Verstappen ledde förarmästerskapet med 104 poäng över Charles Leclerc på andra plats, och 106 poäng över Sergio Pérez på tredje plats. Red Bull Racing ledde konstruktörsmästerskapet med 137 poäng över Ferrari och 203 poäng över Mercedes. Verstappen hade chans att säkra sitt andra raka mästerskap, om han utökade sitt försprång i poäng mot Charles Leclerc med 8 poäng och Sergio Pérez med 6 poäng. Verstappen kunde vinna mästerskapet på följande sätt:
|                | Förare                 | Förare                              | Förare                              |
| Max Verstappen | Charles Leclerc        | Sergio Pérez                        |                                     |
| Pos.           |                        |                                     |                                     |
| -------------- | ---------------------- | ----------------------------------- | ----------------------------------- |
| Pos.           | 1:a med snabbaste varv | Placering irrelevant                | Placering irrelevant                |
| Pos.           | 1:a                    | 3:a eller lägre                     | Placering irrelevant                |
| Pos.           | 2:a med snabbaste varv | 5:a eller lägre                     | 4:a eller lägre                     |
| Pos.           | 2:a                    | 5:a eller lägre utan snabbaste varv | 4:a eller lägre utan snabbaste varv |
| Pos.           | 3:a med snabbaste varv | 6:a eller lägre                     | 5:a eller lägre                     |
| Pos.           | 3:a                    | 7:a eller lägre                     | 6:a eller lägre                     |
| Pos.           | 4:a med snabbaste varv | 8:a eller lägre                     | 7:a eller lägre                     |
| Pos.           | 4:a                    | 8:a eller lägre utan snabbaste varv | 7:a eller lägre utan snabbaste varv |
| Pos.           | 5:a med snabbaste varv | 9:a eller lägre                     | 8:a eller lägre                     |
| Pos.           | 5:a                    | 9:a utan snabbaste varv eller lägre | 8:a eller lägre utan snabbaste varv |
| Pos.           | 6:a med snabbaste varv | 10:a eller lägre                    | 9:a eller lägre                     |
| Pos.           | 6:a                    | Inga poäng                          | 9:a eller lägre utan snabbaste varv |

### Deltagare
Förarna och teamen var desamma som säsongens anmälningslista utan några ändringar för loppet.

### Däckval
Däckleverantören Pirelli tog med sig däckblandningarna C1, C2 och C3 (betecknade hårda, medium respektive mjuka) för stallen att använda under tävlingshelgen.

### Träning
Träning 2 kördes under en timme och trettio minuter på grund av att Pirelli skulle ha gjort däcktester på kommande års torrdäck.Testet gick dock inte att genomföra på grund av regn.

## Kvalet
Kvalet kördes klockan 15:00 lokal tid (UTC+09:00) lördagen den 8 oktober 2022. Max Verstappen tog pole position med den minsta marginalen för säsongen, endast en hundradel, före Charles Leclerc.
| Pos.                    | Nr. | Förare            | Konstruktör           | Kvaltider | Kvaltider | Kvaltider | Start- grid |
| Pos.                    | Nr. | Förare            | Konstruktör           | Q1        | Q2        | Q3        | Start- grid |
| ----------------------- | --- | ----------------- | --------------------- | --------- | --------- | --------- | ----------- |
| 1                       | 1   | Max Verstappen    | Red Bull              | 1:30.224  | 1:30.346  | 1:29.304  | 1           |
| 2                       | 16  | Charles Leclerc   | Ferrari               | 1:30.402  | 1:30.486  | 1:29.314  | 2           |
| 3                       | 55  | Carlos Sainz, Jr. | Ferrari               | 1:30.336  | 1:30.444  | 1:29.361  | 3           |
| 4                       | 11  | Sergio Pérez      | Red Bull              | 1:30.622  | 1:29.925  | 1:29.709  | 5           |
| 5                       | 31  | Esteban Ocon      | Alpine-Renault        | 1:30.696  | 1:30.357  | 1:30.165  | 5           |
| 6                       | 44  | Lewis Hamilton    | Mercedes              | 1:30.906  | 1:30.443  | 1:30.261  | 6           |
| 7                       | 14  | Fernando Alonso   | Alpine-Renault        | 1:30.603  | 1:30.343  | 1:30.322  | 7           |
| 8                       | 63  | George Russell    | Mercedes              | 1:30.865  | 1:30.465  | 1:30.389  | 8           |
| 9                       | 5   | Sebastian Vettel  | Aston Martin-Mercedes | 1:31.256  | 1:30.656  | 1:30.554  | 9           |
| 10                      | 4   | Lando Norris      | McLaren-Mercedes      | 1:30.881  | 1:30.473  | 1:31.003  | 10          |
| 11                      | 3   | Daniel Ricciardo  | McLaren-Mercedes      | 1:30.880  | 1:30.659  | N/A       | 11          |
| 12                      | 77  | Valtteri Bottas   | Alfa Romeo-Ferrari    | 1:31.226  | 1:30.709  | N/A       | 12          |
| 13                      | 22  | Yuki Tsunoda      | AlphaTauri-RBPT       | 1:31.130  | 1:30.808  | N/A       | 13          |
| 14                      | 24  | Zhou Guanyu       | Alfa Romeo-Ferrari    | 1:30.894  | 1:30.953  | N/A       | 14          |
| 15                      | 47  | Mick Schumacher   | Haas-Ferrari          | 1:31.152  | 1:31.439  | N/A       | 15          |
| 16                      | 23  | Alexander Albon   | Williams-Mercedes     | 1:31.311  | N/A       | N/A       | 16          |
| 17                      | 10  | Pierre Gasly      | AlphaTauri-RBPT       | 1:31.322  | N/A       | N/A       | PL          |
| 18                      | 20  | Kevin Magnussen   | Haas-Ferrari          | 1:31.352  | N/A       | N/A       | 17          |
| 19                      | 18  | Lance Stroll      | Aston Martin-Mercedes | 1:31.419  | N/A       | N/A       | 18          |
| 20                      | 6   | Nicholas Latifi   | Williams-Mercedes     | 1:31.511  | N/A       | N/A       | 19          |
| 107 %-gränsen: 1:36.539 |     |                   |                       |           |           |           |             |
| Källor                  |     |                   |                       |           |           |           |             |

Noter
1. ↑  Pierre Gasly kvalade på 17:e plats, men fick börja från depån eftersom han bytt bakvinge till en annan specifikation än vad han hade när han körde ut i kvalet. Han ändrade även upphängningsinställning.[9]
2. ↑  Nicholas Latifi har en 5 platsers nerflyttning efter en kollision med Zhou Guanyu, vilket gör att han börjar på 19:e plats eftersom Gasly börjar från depån.

## Loppet
Loppet startade 14:00 lokal tid, den 9 oktober 2022, men rödflaggades under varv 2. Det blev en del kontroverser då ett bärgningsfordon åkt in på banan, samtidigt som tävlande bilar åkte under säkerhetsbil och rödflagg. Bland annat Gasly tyckte det var väldigt farligt och riskabelt med tanke på Jules Bianchis olycka på samma bana 2014.
Loppet återupptogs klockan 16:15 lokal tid och vanns av Max Verstappen som genom detta blev världsmästare för andra säsongen i rad då Charles Leclerc enbart kom trea. Detta efter att Leclerc fått en bestraffning efter målgång.
| Pos.                                                                  | No. | Förare            | Konstruktör                  | Varv | Tid/Bröt    | Grid | Poäng |
| --------------------------------------------------------------------- | --- | ----------------- | ---------------------------- | ---- | ----------- | ---- | ----- |
| 1                                                                     | 1   | Max Verstappen    | Red Bull Racing-RBPT         | 28   | 3:01:44.004 | 1    | 25    |
| 2                                                                     | 11  | Sergio Pérez      | Red Bull Racing-RBPT         | 28   | +27.066     | 4    | 18    |
| 3                                                                     | 16  | Charles Leclerc   | Ferrari                      | 28   | +31.763     | 2    | 15    |
| 4                                                                     | 31  | Esteban Ocon      | Alpine-Renault               | 28   | +39.685     | 5    | 12    |
| 5                                                                     | 44  | Lewis Hamilton    | Mercedes                     | 28   | +40.326     | 6    | 10    |
| 6                                                                     | 5   | Sebastian Vettel  | Aston Martin Aramco-Mercedes | 28   | +46.358     | 9    | 8     |
| 7                                                                     | 14  | Fernando Alonso   | Alpine-Renault               | 28   | +46.369     | 7    | 6     |
| 8                                                                     | 63  | George Russell    | Mercedes                     | 28   | +47.661     | 8    | 4     |
| 9                                                                     | 6   | Nicholas Latifi   | Williams-Mercedes            | 28   | +70.143     | 19   | 2     |
| 10                                                                    | 4   | Lando Norris      | McLaren-Mercedes             | 28   | +70.782     | 10   | 1     |
| 11                                                                    | 3   | Daniel Ricciardo  | McLaren-Mercedes             | 28   | +72.877     | 11   |       |
| 12                                                                    | 18  | Lance Stroll      | Aston Martin Aramco-Mercedes | 28   | +73.904     | 18   |       |
| 13                                                                    | 22  | Yuki Tsunoda      | AlphaTauri-RBPT              | 28   | +75.599     | 13   |       |
| 14                                                                    | 20  | Kevin Magnussen   | Haas-Ferrari                 | 28   | +86.016     | 17   |       |
| 15                                                                    | 77  | Valtteri Bottas   | Alfa Romeo-Ferrari           | 28   | +86.496     | 12   |       |
| 16                                                                    | 24  | Zhou Guanyu       | Alfa Romeo-Ferrari           | 28   | +87.043     | 14   |       |
| 17                                                                    | 47  | Mick Schumacher   | Haas-Ferrari                 | 28   | +92.523     | 15   |       |
| 18                                                                    | 10  | Pierre Gasly      | AlphaTauri-RBPT              | 28   | +108.091    | PL   |       |
| DNF                                                                   | 55  | Carlos Sainz, Jr. | Ferrari                      | 0    | Olycka      | 3    |       |
| DNF                                                                   | 23  | Alexander Albon   | Williams-Mercedes            | 0    | Motor       | 16   |       |
| Snabbaste varv: Zhou Guanyu (Alfa Romeo-Ferrari) - 1:44.411 (varv 20) |     |                   |                              |      |             |      |       |
| Källa:                                                                |     |                   |                              |      |             |      |       |

Noter
1. ↑  Charles Leclerc fick fem sekunders bestraffning för att han åkte av banan och tjänade tid. Hans bestraffning flyttade ner honom till tredje plats då han kom i mål som tvåa.[12]
2. ↑  Pierre Gasly fick en "drive through penalty" efter målgång, som omvandlades till tjugo sekunders bestraffning, för att han körde för snabbt under rödflagg. Hans bestraffning flyttade ner honom till artonde plats då han kom i mål som sjuttonde.[13]